# Campionato mondiale di curling maschile 2023
Il Campionato mondiale di curling maschile 2023 fu la 65ª edizione del torneo. Si svolse a Ottawa, in Canada, dal 1º al 9 aprile 2023.
La Scozia conquistò il titolo per la sesta volta, sconfiggendo in finale il Canada con il risultato di 9–3.

## Squadre qualificate
| Canada | Corea del Sud | Germania | Giappone | Italia |
| --- | --- | --- | --- | --- |
| St. John's CC, Saint John's Skip: Brad Gushue Third: Mark Nichols Second: E. J. Harnden Lead: Geoff Walker Alternate: Ryan Harnden         | Seoul Metropolitan Government, Seul Skip: Jeong Byeong-jin Third: Lee Jeong-jae Second: Kim Min-woo Lead: Kim Tae-hwan                    | Baden Hills G&CC, & CC Füssen, Füssen Skip: Sixten Totzek Third: Klaudius Harsch Second: Magnus Sutor Lead: Dominik Greindl Alternate: Marc Muskatewitz | SC Karuizawa Club, Karuizawa Skip: Riku Yanagisawa Third: Tsuyoshi Yamaguchi Second: Takeru Yamamoto Lead: Satoshi Koizumi Alternate: Shingo Usui | Aeronautica Militare Skip: Joël Retornaz Third: Amos Mosaner Second: Sebastiano Arman Lead: Mattia Giovanella                                       |
| Nuova Zelanda | Norvegia | Rep. Ceca | Scozia | Stati Uniti |
| Naseby Indoor Curling Rink, Naseby Skip: Anton Hood Third: Ben Smith Second: Brett Sargon Lead: Hunter Walker Alternate: Peter de Boer     | Trondheim CK, Trondheim Skip: Magnus Ramsfjell Third: Martin Sesaker Second: Bendik Ramsfjell Lead: Gaute Nepstad Alternate: Wilhelm Næss | CC Zbraslav, Zbraslav & CC Dion, Praga Skip: Lukáš Klíma Third: Marek Černovský Second: Radek Boháč Lead: Martin Jurík Alternate: Lukáš Klípa           | Gogar Park CC, Edimburgo Skip: Bruce Mouat Third: Grant Hardie Second: Bobby Lammie Lead: Hammy McMillan Jr. Alternate: Kyle Waddell              | Duluth CC, Duluth & Madison CC, McFarland Skip: John Shuster Third: Chris Plys Second: Matt Hamilton Lead: John Landsteiner Alternate: Colin Hufman |
| Svezia | Svizzera | Turchia | | |
| Karlstads CK, Karlstad Skip: Niklas Edin Third: Oskar Eriksson Second: Rasmus Wranå Lead: Christoffer Sundgren Alternate: Daniel Magnusson | CC Genève, Ginevra Fourth: Benoît Schwarz Skip: Yannick Schwaller Second: Sven Michel Lead: Pablo Lachat                                  | Milli Piyango CA, Erzurum Skip: Uğurcan Karagöz Third: Muhammet Haydar Demirel Second: Muhammed Zeki Uçan Lead: Orhun Yüce Alternate: Faruk Kavaz       | | |

## Girone all'italiana

### Classifica
| Legenda | Legenda                      |
| ------- | ---------------------------- |
|         | Qualificata alla fase finale |

| Nazione       | Skip              | V  | P  | V–P | PF | PS | EV | EP | BE | ER | %T    | DSC   |
| ------------- | ----------------- | -- | -- | --- | -- | -- | -- | -- | -- | -- | ----- | ----- |
| Svizzera      | Yannick Schwaller | 11 | 1  | –   | 94 | 57 | 49 | 43 | 10 | 9  | 87,2% | 21,08 |
| Scozia        | Bruce Mouat       | 10 | 2  | 1–0 | 93 | 53 | 52 | 37 | 7  | 16 | 84,8% | 24,24 |
| Norvegia      | Magnus Ramsfjell  | 10 | 2  | 0–1 | 83 | 67 | 51 | 40 | 9  | 14 | 84,6% | 23,98 |
| Canada        | Brad Gushue       | 9  | 3  | 1–0 | 88 | 60 | 47 | 43 | 5  | 6  | 86,3% | 19,70 |
| Svezia        | Niklas Edin       | 9  | 3  | 0–1 | 95 | 54 | 57 | 37 | 4  | 17 | 86,9% | 17,33 |
| Italia        | Joël Retornaz     | 8  | 4  | –   | 90 | 60 | 50 | 38 | 6  | 19 | 86,3% | 16,80 |
| Giappone      | Riku Yanagisawa   | 5  | 7  | 1–0 | 69 | 76 | 45 | 46 | 4  | 9  | 82,3% | 45,60 |
| Stati Uniti   | John Shuster      | 5  | 7  | 0–1 | 94 | 91 | 51 | 48 | 2  | 11 | 81,3% | 35,18 |
| Germania      | Sixten Totzek     | 4  | 8  | –   | 66 | 88 | 45 | 48 | 2  | 8  | 78,3% | 45,55 |
| Rep. Ceca     | Lukáš Klíma       | 3  | 9  | –   | 63 | 89 | 42 | 50 | 7  | 8  | 76,8% | 33,04 |
| Turchia       | Uğurcan Karagöz   | 2  | 10 | –   | 52 | 86 | 36 | 50 | 7  | 6  | 75,7% | 40,76 |
| Corea del Sud | Jeong Byeong-jin  | 1  | 11 | 1–0 | 43 | 94 | 33 | 52 | 8  | 5  | 76,1% | 50,25 |
| Nuova Zelanda | Anton Hood        | 1  | 11 | 0–1 | 44 | 99 | 29 | 55 | 9  | 1  | 72,9% | 51,83 |

### Risultati
|               | CAN  | KOR  | GER  | JPN  | ITA  | NOR  | NZL  | CZE  | SCO  | USA  | SWE  | SUI  | TUR  |
| ------------- | ---- | ---- | ---- | ---- | ---- | ---- | ---- | ---- | ---- | ---- | ---- | ---- | ---- |
| Canada        |      | 9–4  | 9–4  | 6–3  | 10–6 | 6–8  | 8–2  | 8–3  | 3–6  | 9–6  | 8–5  | 3–8  | 9–5  |
| Corea del Sud | 4–9  |      | 4–7  | 2–9  | 2–9  | 2–6  | 8–2  | 3–8  | 3–9  | 5–11 | 3–8  | 4–8  | 3–8  |
| Germania      | 4–9  | 7–4  |      | 8–5  | 2–7  | 3–5  | 8–11 | 10–6 | 6–8  | 4–12 | 2–8  | 3–7  | 9–6  |
| Giappone      | 3–6  | 9–2  | 5–8  |      | 5–12 | 4–7  | 10–5 | 9–3  | 2–9  | 6–5  | 6–9  | 6–7  | 4–3  |
| Italia        | 6–10 | 9–2  | 7–2  | 12–5 |      | 8–9  | 8–3  | 8–4  | 4–7  | 11–4 | 2–8  | 8–4  | 7–2  |
| Norvegia      | 8–6  | 6–2  | 5–3  | 7–4  | 9–8  |      | 9–2  | 8–6  | 5–9  | 8–5  | 8–7  | 4–11 | 6–4  |
| Nuova Zelanda | 2–8  | 2–8  | 11–8 | 5–10 | 3–8  | 2–9  |      | 1–8  | 4–10 | 3–8  | 1–7  | 5–7  | 5–8  |
| Rep. Ceca     | 3–8  | 8–3  | 6–10 | 3–9  | 4–8  | 6–8  | 8–1  |      | 3–9  | 8–10 | 3–10 | 4–7  | 7–6  |
| Scozia        | 6–3  | 9–3  | 8–6  | 9–2  | 7–4  | 9–5  | 10–4 | 9–3  |      | 10–8 | 4–7  | 4–7  | 8–1  |
| Stati Uniti   | 6–9  | 11–5 | 12–4 | 5–6  | 4–11 | 5–8  | 8–3  | 10–8 | 8–10 |      | 6–11 | 9–12 | 10–4 |
| Svezia        | 5–8  | 8–3  | 8–2  | 9–6  | 8–2  | 7–8  | 7–1  | 10–3 | 7–4  | 11–6 |      | 5–8  | 10–3 |
| Svizzera      | 8–3  | 8–4  | 7–3  | 7–6  | 4–8  | 11–4 | 7–5  | 7–4  | 7–4  | 12–9 | 8–5  |      | 8–2  |
| Turchia       | 5–9  | 8–3  | 6–9  | 3–4  | 2–7  | 4–6  | 8–5  | 6–7  | 1–8  | 4–10 | 3–10 | 2–8  |      |

## Fase finale
|  | Play-off | Play-off | Play-off |        |   | Semifinali | Semifinali      | Semifinali      |                 |          | Finale | Finale | Finale |  |
|  |          |          |          |        |   |            |                 |                 |                 |          |        |        |        |  |
|  |          |          |          |        |   | 1          | Svizzera        | 5               |                 |          |        |        |        |  |
|  |          |          |          |        |   | 1          | Svizzera        | 5               |                 |          |        |        |        |  |
|  |          |          | 4        | Canada | 7 |            |                 |                 |                 |          |        |        |        |  |
|  | 4        | Canada   | 4        | Canada | 7 | 9          |                 |                 |                 |          |        |        |        |  |
|  | 4        | Canada   |          |        |   |            |                 |                 |                 |          |        |        |        |  |
|  | 5        | Svezia   | 1        |        |   |            |                 |                 |                 |          |        |        |        |  |
|  | 5        | Svezia   | 1        |        | 4 | Canada     | 3               |                 |                 |          |        |        |        |  |
|  |          |          |          |        |   |            |                 |                 |                 |          |        |        |        |  |
|  |          |          | 2        | Scozia | 9 |            |                 |                 |                 |          |        |        |        |  |
|  |          |          |          | Scozia | 9 |            |                 |                 |                 |          |        |        |        |  |
|  |          |          |          |        |   |            |                 |                 |                 |          |        |        |        |  |
|  |          |          |          |        |   |            |                 |                 |                 |          |        |        |        |  |
|  |          | 2        | Scozia   | 9      |   |            | Finale 3º posto | Finale 3º posto | Finale 3º posto |          |        |        |        |  |
|  |          |          |          | 9      |   |            |                 |                 |                 |          |        |        |        |  |
|  |          |          | 6        | Italia | 8 |            |                 |                 |                 |          |        |        |        |  |
|  | 3        | Norvegia | 6        | Italia | 8 | 4          |                 |                 | 1               | Svizzera | 11     |        |        |  |
|  | 3        | Norvegia |          |        |   |            |                 |                 | 1               | Svizzera | 11     |        |        |  |
|  | 6        | Italia   | 8        |        |   | 6          | Italia          | 3               |                 |          |        |        |        |  |

## Classifica finale
| Pos. | Squadra       |
| ---- | ------------- |
| 1    | Scozia        |
| 2    | Canada        |
| 3    | Svizzera      |
| 4    | Italia        |
| 5    | Norvegia      |
| 5    | Svezia        |
| 7    | Giappone      |
| 8    | Stati Uniti   |
| 9    | Germania      |
| 10   | Rep. Ceca     |
| 11   | Turchia       |
| 12   | Corea del Sud |
| 13   | Nuova Zelanda |